# Rhene darjeelingiana
Rhene darjeelingiana är en spindelart som beskrevs av Prószynski 1992. Rhene darjeelingiana ingår i släktet Rhene och familjen hoppspindlar. Inga underarter finns listade i Catalogue of Life.